# Hans Schmid (Autor)
Hans Schmid (* 24. Dezember 1925 in Tübingen; † 2008) war ein deutscher Autor, der unter dem Pseudonym Haschmi mehrere Bücher veröffentlichte. Er errichtete in Tübingen die Samisdat-Werkstatt sowie später die Typoskript-Werkstatt und war dort Kleinstverleger und  Büchermacher (Samisdat ist russisch für Selbstverlag).

## tutti frutti
Hans Schmid war ein aktiver Teilnehmer der Tübinger Studentenbewegung der 1960er Jahre und in seinem Buch tutti frutti beschreibt er als Autor Haschmi vor allem seine Zeit als Alt-68er in Tübingen. Der Verfasser hat eine Reihe von Flugblättern und Leserzuschriften eingearbeitet, die er damals selbst verfasst und verbreitet hat. Das Buch hat etwa 300 Seiten und ist ein Unikat der Alternativkultur der 68er-Bewegung. Es handelt sich hierbei um ein selbstverfasstes Buch mit selbst gemachtem Rotschnitt, 28 × 21 cm.
Haschmi hat in dem Buch auch einige Gedichte veröffentlicht, die das Suchen und Ringen um eine gerechte Welt und Gesellschaft zeigen, manche davon in der Art von Rainer Maria Rilke. Zwischendurch zitiert er einige Seiten aus Jean H. Hagstrum: The rhetoric of fear and the rhetoric of hope. Das Buch ist geschmückt mit den eingeklebten Symbolen dieser Protestgeneration mit der ihr eigenen Ästhetik in Bild und Wort: vom Protest gegen das Atomkraftwerk in Wyhl bis zu Themen wie Sexualität und schöne Frauen. Haschmi erweist sich als ein wort- und sprachgewandter Kämpfer für sein Programm. Als Idealist wagte Haschmi zu sagen, was andere wohl dachten, aber nicht auszusprechen wagten.
In einem Bericht über die dritte Mainzer Minipressen-Messe 1974 berichtete der Wiesbadener Kurier über tutti frutti: „Eine Art Sensation dieser kleinen Messe ist Haschmi, oder Hans Schmid aus Tübingen, mit seinem Nix-Buch, Kraut- und Rüben-Buch, ´Noch nicht gesammelten Werken in einem voreiligen Band´ - das sind handgearbeitete Unikate, mit abgezogenen Texten, eingeklebten Fundbildern, Fotos, Reklame etc., in allem selbstgemacht, kleine Kunstwerke bereits.“

## Werke
- Der Weismacher. Tübingen, 1975. 4°. 60 ungez. Seiten. Farbig illustr. OKarton, offener Rücken, an der Rückenkante geheftet. (Unikat-Cover). 'Dieses Buch gehört zur Serie der Antibücher von Hans Schmid'. - Das Buch ist bis auf die letzte Seite (Buchanzeigenseite), ein 'Vor- und Nachwort' am Anfang und zwei Textseiten in der Mitte ('Ethel, Raffke, Bumms - eine kleine Geschichte mit großem Anker' und 'Eine Schmidparodie auf William Faulkner in einem Satz') unbedruckt.
- Der Atem dieser Nacht Buchobjekt mit Gedichten anderen Texten Fotos und Illustrationen (Typoskript, Buchobjekt). Samisdat-Werkstatt Tübingen, Klammerbr. 4° Deckel handbemalt unpaginiert, 152 ungez. Seiten, Papier verschieden in Farbe und Dicke. OKarton. Auflage nur 100 Exemplare. Spindler 16.20.
- Tante Emilie und Mammele. Tübinger Studentenwirtinnen. - Mit aufmontierter farbiger Cover-Illustration. Genialkolportage. Tübingen. Raraverlag. 2001. Erste Ausgabe: 8°. Original-Kartonband mit aufmontiertem farbigen Deckelbild.; 1. Aufl.
- Samen in den Wind. Ein Album von Haschmi. Tübingen, S W Tübingen [Samisdat-Werkstatt]. o. D. 4°. unpaginiert, ca. 150 Büttenseiten auf dickem Papier mit vielen farbigen Montagen, Tafeln. Einlagen und Bildern. Teils faltbar. Textiler illustrierter Einband. Eine der schönsten, aufwendigsten Produktionen Haschmis. Vom Autor mit Bild, Zeichnung und doppelter Signatur versehen.
- Minimenta. Ein Album von Haschmi: Tübingen, Bild und Buch Werkstatt, 8°. Textiler Einband mit montierter Pop-Pin-Up-Figur. Vorderseite des Künstlerbuches mit geklebter Tapete plus einer aufgeklebten Dame. Das Buch enthält Montagen und Fotokopien von Zeichnungen sowie im hinteren Teil Artikel über Geographie, den "Förderkreis deutscher Schriftsteller" und über Haschmi als Chef eines Minikonzerns. Es gilt als ein besonders schönes, aufwendig gestaltetes Produkt Haschmis.
- Beliebigkeits-Prinzip. Zusammengetragene Blätter aus Zeitungen, Zeitschriften und eigenen Texten. Eigenverlag.
- Die Schnüffler. Noch 5 Jahre bis 1984. O.O., Typoskript-Werkstatt, 1979. 8°. 2 Bl., 110 Seiten, 1 Bl. Vereinzelt illustriert. Farbig illustr. OPappband. Erste Ausgabe.
- Die Schnüffler. Tübingen, Selbstverlag, o. J. (1983). 8°. 4 Bl., 108(2) Seiten, 4 Bl. Werkdruck mit Handfalzung. Farbige Vorsätze, extrastarkes Papier. Farbig illustr. OPappband (Unikat-Cover). Auflage 100 Exemplare.
- fabrik menschen - fabrikmenschen. Aus der Arbeitswelt. Tübingen, Bild und Buch Werkstatt, 1984. Erste Auflage. kl. 8°. 258 (8) Seiten. Schwerer Pappeinband mit aufmontiertem Titelschild. Unikat.; 1
- Agentur Williams. Der Schnüffler. Tübingen, Selbstverlag, 1985. 8°. 104(1) Seiten, 2 Bl. Farbige Vorsätze. Extrastarkes Papier, im Schnitt gefärbt. Farbig illustr. OPappband. "Der 1925 in Tübingen geborene Verleger und Buchkünstler gab seit 1972 seine selbstangefertigten Bastelbücher heraus. Aktivist und Mitinitiator der "Gegenbuchmesse". Bücher von skurriler bis schauderhafter Ästhetik." (Magister Tinius).
- "Pappekrieg". Der Tübinger Pappekrieg. Kunsthallenstreit. Texte, Flugblätter und Briefe gesammelt als Pamphlet gebunden und herausgegeben von Hans Schmid. Samisdat Nr. 3. Komitee für Demokratisierung der Kunsthalle. Tübingen, 1972. 4°. 42 ungez. Blätter. Mit Illustrationen. Illustr. OKarton. Klammergeheftet. Wahrscheinlich Variante zu Spindler 2.
- Semesterende. Tübingen, Typoskript-Werkstatt, 1983. 8°. 2 Bl., 62(1) Seiten, 4 Bl. Werkdruck mit Handfalzung, farbige Vorsätze, extrastarkes Papier. Farbig illustr. OPappband (Unikat-Cover). Erste Ausgabe.
- Semesterende. Eine deutsche Liebesgeschichte erzählt von Hans Schmid. Tübingen, Rara Verlag. 1995. Erstausgabe. 8°. 59 Seiten. Mit aufmontiertem farbigen Bild gestalteter schwerer OKarton.; 1. Aufl. Vom Großmeister der Kolportage, des Burlesken und Skurrilen: verfasst und kompiliert und selber auch gebunden. Mit Bibliotheksmarke (einer hübschen und irgendwie dazu passenden Bibliotheksmarke auf Cover).
- Hans Schmid - macht Geschichten. Genialkolportage. Tübingen. Raraverlag Hirschgasse. o. D. Erste Ausgabe: kl. 8°. unpaginiert. Original-Kartonband. Illustriert.; 1. Aufl.
- Samstagnacht. Roman aus den 50er Jahren. O.O., Typoskript-Werkstatt, 1980. 8°. 5 Bl., 160 Seiten, 3 Bl. Farbige Vorsätze. Illustrationen vom Autor. Farbig illustr. OPappband (Unikat-Cover). Blockbuch mit Klebebandrücken.
- Samstagnacht. Roman. Tübingen, Selbstverlag, o. J. 8°. Ca. 230 ungez. Seiten. Gelbgefärbter Schnitt, farbige Vorsätze. Illustrationen vom Autor. Farbig illustr. OPappband (Unikat-Cover). Zweite Fassung. - Mit Widmung und vorhergehender Bemerkung des Autors (29-zeilig). - Unikat, vom Autor selbst verlegt.
- Kein Fall für Argus. Eine heitere Antidetektivgeschichte. Tübingen, Typoskriptwerkstatt, 1987. Erste Auflage. Unikat Cover. 8°. 1 Bl., 75 Seiten, 1 Bl. Illustr. OKarton.;
- Die Kur am Oberrhein. Tübingen, Tübinger Buchwerkstatt, 1988. 8°. 8 Bl., 106(1) Seiten, 7 Bl. Werkdruck mit Handfalzung, extrastarkes Papier. Farbig illustr. OPappband (Unikat-Cover).
- Willkommen auf Schloß Buchenhof. III. Tübingen, Schwäbische Verlagsgesellschaft. Erste Ausgabe. 8°. 165 (1) Seiten. OKarton.; 1. Aufl. Ein wahrer Meister der vitalen Kolportage.
- Hochzeit auf Schloß Buchenhof. Tübingen, Selbstverlag, 1985. Erste Auflage. 8°. 164 (8) Seiten. Unaufgeschnitten. Farbig illustr. OPappband (Unikat-Cover). Allseitiger Grünschnitt.; 1
- Herrin auf Schloß Buchenhof. Tübingen, Selbstverlag, 1985. 8°. 184(1) Seiten, 2 Bl. Werkdruck mit Handfalzung. Farbige Vorsätze, extrastarkes Papier. Allseitiger Grünschnitt. Farbig illustr. OPappband (Unikat-Cover).
- Der Kinomann. Die Geschichte von Peter Wiedmann - Filmvorführer und Gastronom. 25 Jahre im Arsenal. Genialkolportage. Tübingen. Rara Verlag. 2002. Erste Ausgabe: 8°. Original-Kartonband mit aufmontiertem photoillustrierten Deckelbild.; 1. Aufl.
- Eva und Bert. Ein kleiner Roman über moderne Liebe. Tübingen, Selbstverlag, 1982. Erste Auflage. 8°. 3 Bl., 44 Seiten, 2 Bl. Werkdruck mit Handfalzung, extrastarkes Papier. Mit Zeichnungen. Farbig illustr. OPappband (Unikat-Cover).;
- neunzehnhundertvierundvierzig. Der Rückzug im Westen. Tübingen, Typoskript Werkstatt, 1983. 8°. 182(1) Seiten, 5 Bl. Farbig illustr. OPappband.
- Der Fenstergucker und andere Geschichten. Tübingen, Typoskript Werkstatt, 1980. Erste Ausgabe. 16°. 66 Seiten. Mit Illustrationen. Illustr. OPappband.; 1. Aufl.
- Flucht im April. 2. Ein Bericht aus der Kriegsgefangenschaft. Tübingen, Selbstverlag, 1983. 8°. 358(1) Seiten, 12 Bl., teils mit weiteren Buchanzeigen des Autors. Extrastarkes Papier. Farbige Vorsätze. Farbig illustr. OPappband. Erste Ausgabe
- Die Heimkehr. Roman aus den 50er Jahren. Tübingen, Selbstverlag, o. J. 8°. 142(1) Seiten, 3 Bl. Farbige Vorsätze. Farbig illustr. OPappband. 2. Fassung. Auflage: 40 Exemplare. Werkdruck, handgefalzt.
- Verlag der Tübinger Buchwerkstatt. Bücherverzeichnis 1988. Tübingen, Selbstverlag, 1988. 16°. 58 ungez. Blätter. Mit zahlreichen Illustrationen. OPappband mit aufmontiertem Deckelbild. Der 1925 in Tübingen geborene Verleger und Buchkünstler gab seit 1972 seine selbstangefertigten Bastelbücher heraus. Aktivist und Mitinitiator der "Gegenbuchmesse". Bücher von skurriler bis schauderhafter Ästhetik. - Schmid stellt in dem von ihm selbst verfertigen Katalogbüchlein seine neueren Bücher vor.
- Werbeheft der Haschmi Samisdat-Werkstatt, 1974
- Das Kleine Haschmikon. Der Selbermacher. 1972 - 83. Tübingen, Typoskript Werkstatt, Erste Ausgabe. 16°. Illustr. OPappband. Schwerer gestalteter Karton. Auflage: 300 Exemplare.
- Kaspar Hauser ist wieder da! F. E. Walther und seine indiskutablen Versuche; kritische Texte zum Tübinger Kunsthallenstreit; eine Samisdat-Produktion Verlag: Samisdat-Werkstatt, 1972.
- Wolfgang Schall - Gedichte. 1974 - 1979. - Herausgegeben von Hans Schmid. Genialkolportage. Tübingen. Tübinger Buchwerkstatt. 2002. Erste Ausgabe: Illustriert von Irmgard Reisenberger-Weiler. kl. 8°. 54 (8) Seiten. Original-Kartonband. Illustriert.; 1. Aufl.
- Fenster Licht Gedichte. Das Licht des Fenster. Genialkolportage. Tübingen. Tübinger Buchwerkstatt. 2001. Erste Ausgabe: 8°. 42 (10) Seiten. Original-Kartonband mit aufmontiertem Titelschild.; 1. Aufl.
- Bilderwelt. Ein Buch der Bild- und Buch Werkstatt. O.O., o. V., o. J. 47 Seiten. Mit zahlreichen Abbildungen auf unterschiedlich dickem und unterschiedlich farbigem Papier. Illustr. OKarton mit Klebestreifenbindung. Titelrückseite mit Autorenhandschrift: Hans Schmid Auflage 125 Expl.
- Kam der Killer aus Berlin? Kriminalroman. Mit handschriftlicher Widmung von HASCHMI auf dem Vorsatz. Tübingen, Rara Verlag. 1997. Erstausgabe. 8°. 106 (6) Sete. Teilweise unaufgeschnittene Doppelblätter. Farbig illustrierter OKarton.; 1. Aufl. Vom Großmeister der Kolportage, des Burlesken und Skurrilen.
- Materialien zur Literatur in Autonomie. Genialkolportage. Tübingen. Raraverlag. Erste Ausgabe: 8°. unpaginiert. Original-Kartonband mit aufmontiertem photoillustrierten Deckelbild.; 1. Aufl.
- Tübinger Stadtbeschreibung. Genialkolportage. Tübingen. Tübinger Buchwerkstatt. 1999. Erste Ausgabe: 8°. 80 (8) Seiten. Original-Kartonband.; 1. Aufl.
- Marion. Ein Album von Haschmi. Tübingen, Bild und Buch Werkstatt, 1983. 8°. 5 Bl., 120 Seiten, 5 Bl. Orangefarbenes Papier. Farbig illustr. OPappband. Erste Ausgabe. - Eine kommentierte Photogeschichte über Marion, die Tochter des Autors.
- Herz in der Asche. Roman aus der Arbeitswelt. Tübingen, Selbstverlag, o. J. 8°. 305(1) Seiten, 4 Bl. Gelbgefärbter Schnitt, farbige Vorsätze. Mit Motiven des Autors. Farbig illustr. OPappband. 2. unveränderte Auflage: 15 Exemplare. (1. Auflage: 20 Exemplare). - Werkdruck, handgefalzt.
- Durch mein Auge die Welt. Tübingen, typoskript werkstatt, 1980. 8°. 6 Bl., 217 Seiten, 7 Bl. Werkdruck mit Handfalzung, extrastarkes Papier. Mit Textillustrationen des Autors. Illustr. OPappband. Erste Ausgabe.
- Enirstadu. Roman.Tübingen, Bild und Buch Werkstatt, 1985. 8°. 2 Bl., 254(1) Seiten, 3 Bl. Orangefarbener Schnitt. Farbig illustr. OPappband. Erstausgabe.
- Das kleine Hashmikon. Der Selbermacher. Tübingen, Selbstverlag, 1986. 16°. 120 Seiten. Mit zahlreichen Illustrationen. OPappband. Nicht mehr bei Spindler. - In dem Büchlein stellt Hans Schmid seine bisher alle selbstgefertigten Buchobjekte vor.
- Ich erinnere mich. Gedichte, Texte, Bilder. Tübingen, Tübinger Buchwerkstatt, o. J. 8°. 2 Bl., 40 Seiten, 2 Bl. Farbige Vorsätze. Mit Textillustrationen des Autors. Illustr. OKarton. Erste Ausgabe.
- Die Schüffler. Tübingen, Selbstverlag, o. J. 8°. 108(2) Seiten, 3 Bl. Farbige Vorsätze, extrastarkes Papier. Farbig illustr. OPappband.
- Blattwerk. Tübingen, 1975. 4°. Faksimilierte Texte, Pin Ups, Zeitungen, illustrierte Magazine, einige Original-Aquarelle, 1 signierte Original-Bleistiftzeichnung. OKunststoffeinban mit Siebdruck, Spindler 16, 24. - Aus Fundstücken zusammengestelltes Unikat mit einigen eigenen und eigenhändigen Texten.
- Der Fenstergucker und andere Geschichten. Tübingen, Typoskript Werkstatt, 1980. 16°. 66 Seiten. Mit Illustrationen. Illustr. OPappband. Spindler 16.41. - Auflage: 300 Exemplare.
- Das Kamillenweib. Tübingen, Verlag der Tübinger Buchwerkstatt. 1985. Erstausgabe. 8°. 20 doppelte Seiten. (Teilweise unaufgeschnitten). OKarton.; 1. Aufl. Vom Großmeister der Kolportage, des Burlesken und Skurrilen: verfasst und kompiliert und selber auch gebunden.
- Hans Schmid. Gedichte. Genialkolportage. Tübingen. Raraverlag. 2000. Erste Ausgabe: kl. 8°. 52 (8) Seiten. Original-Kartonband. Illustriert.; 1. Aufl.
- Tübinger Gastronomieführer. Gaststätten - Hotels - Cafes - Kneipen. Genialkolportage. Tübingen. Tübinger Buchwerkstatt. Erste Ausgabe: 8°. 76 (10) Seiten. Original-Kartonband. Illustriert.; 1. Aufl.
- Politische Farbenlehre. Polemische Geschichten. Tübingen, Tübinger Buchwerkstatt, 1988. 8°. 4 Bl., 64 Seiten, 3 Bl. Mit Textillustrationen des Autors. Illustr. OKarton.
- Verlag der Tübinger Buchwerkstatt. Bücherverzeichnis 1988. Tübingen, Selbstverlag, 1988. 16°. 58 ungez. Blätter. Mit zahlreichen Illustrationen. OKarton mit illustr. OUmschlag. Der 1925 in Tübingen geborene Verleger und Buchkünstler gab seit 1972 seine selbstangefertigten Bastelbücher heraus. Aktivist und Mitinitiator der "Gegenbuchmesse". Bücher von skurriler bis schauderhafter Ästhetik. Schmid stellt in dem von ihm selbst gefertigten Katalogbüchlein seine neueren Bücher vor.
- Haschmi's Träume. Handgefertiges Unikat. Tübingen, Selbstverlag, 1974. 4°. ca. 100 unpaginierte Seiten. Farbig illustriertes Original-Leinen. Mit einer eigenhändiger Portraitzeichnung Haschmi's. Eine der herausragenden Ausgaben des titanenhaften Kolporteurs und POP-Künstlers der Tübinger Szene zum Thema Sex. Mit einer Vielzahl von Einlagen, Collagen, Texten, Gadgets und Werkstoffen.
- Haschmi's Träume. Untertitel: Nostalgie. Handgefertiges Unikat. Tübingen, Selbstverlag, 1974. 4°. ca. 120 unpaginierte Seiten. Farbig illustriertes Original-Leinen. Mit einer eigenhändiger Widmung und auf mehreren Seiten handschriftlichen Bemerkungen Haschmi's. Eine der herausragenden Ausgaben des titanenhaften Kolporteurs und POP-Künstlers der Tübinger Szene zum Thema Sex. Mit einer Vielzahl von Einlagen, Collagen, Texten, Gadgets und Werkstoffen.
- Tutti Frutti. Tübingen, Samisdat Werkstatt, o. J. (1974). 4°. 276 Seiten. OPappband. Unikater Band mit einer Kohlezeichnung Hans Schmids von 1956, pornographischen und kulinarischen Fundstücken, Flugblättern und Makulatur. Mit handschriftlicher Widmung an die Leser. - Spindler 16.25.
- Schwester & Brüderchen. Tübingen, Tübinger Buchwerkstatt, o. J. 8°. 2 Bl., Seite 170-188(1), 2 Bl. Farbige Vorsätze. Illustr. OKarton.
- Der Geist der Bilder. Lesestück. O.O., o. V., o. J. 8°. 2 Bl., Seite 40-69(1), 1 Bl. OKarton (Entwurf: Simone Vögele). 10 Exemplare.
- Tübinger Stadtbeschreibung. Tübingen, Rara Verlag. 1994. Erstausgabe. 12°. 61 (6) Seiten. Teilweise unaufgeschnittene Doppelblätter. Farbig illustrierter OKarton.; 1. Aufl. Vom Großmeister der Kolportage, des Burlesken und Skurrilen.
- Liebe in der Fabrik. Tübingen, Typoskript Werkstatt, 1981. 16°. 3 Bl., 57 Seiten. OPappband. Spindler 16.54.
- Liebe in der Fabrik. Tübingen, Typoskript Werkstatt, 1983. 8°. 57 (2) Seiten, 4 Bl. Werkdruck mit Handfalzung, farbige Vorsätze, extrastarkes Papier. Farbig illustr. und montierter extra starker OKartonOPappband (Unikat-Cover).
- Von Menschen und Fliegen. Sprech- und Lesestücke. Tübingen, Typoskript-Werkstatt, 1984. 8°. 3 Bl., 130 Seiten, 5 Bl. Werkdruck mit Handfalzung, extrastarkes Papier. Mit Bildmotiven des Autors. Illustr. OPappband. (Unikat-Cover). Erste Ausgabe.
- Der Marsch auf Brokdorf. Mit einigen Abbildungen und Fotos. Tübingen, Typoskript Werkstatt. Selbstverlag. 1981. Erstausgabe. Unikat. 8°. 35 Seiten. Schwerer farblich gestalteter und illustrierter Spezialkarton.; 1. Aufl. Vom Großmeister der Kolportage, des Burlesken und Skurrilen verfasst und kompiliert und selber auch gebunden.
- Fluten Gehirn. Eine nächtliche Rhapsodie. 1981, kl. 8°. 80 Seiten
- Claudia Schill: Revolution in Zeilen oder Suche nach dem verlorenen Paradies. 1981 (Einmaliger Sonderdruck für die Mainzer Freunde von Claudia, limitiert: 10 Exemplare)
- Schwobagoist. Genialkolportage. Tübingen. Tübinger Buchwerkstatt. 2002. Erste Ausgabe: 8°. Original-Kartonband mit aufmontiertem photoillustrierten Deckelbild.; 1. Aufl.
- Wie es begann ... Die Tübinger Buchwerkstatt. Genialkolportage. Tübingen. Raraverlag Hirschgasse. 2001. Erste Ausgabe: kl. 8°. 58 (10) Seiten. Original-Kartonband.; 1. Aufl.